# Підборне
Підбо́рне (рос. Подборное, чув. Подборный) — селище у складі Шумерлинського району Чувашії, Росія. Входить до складу Великоалгашинського сільського поселення.
Населення — 35 осіб (2010; 22 у 2002).
Національний склад:
- росіяни — 82 %